# Malířský váleček
Malířský váleček je nástroj používaný k malování stěn a jiných povrchů. Skládá se z rámu (ohnuté kovové tyče s rukojetí) a otočného válečku na nanášení barvy.
Váleček je vhodný pro nanášení barev na velké rovné plochy. Zajišťuje pohodlné, rychlé a rovnoměrné nanášení barvy na natíraný povrch, bez čmouh, které vznikají při nanášení barvy štětcem. Váleček může být vyroben z pěnového materiálu, mikrovlákna nebo z jiného syntetického materiálu. Mohou mít různou hustotu a strukturu povrchu, což ovlivňuje vzhled a texturu nanášené malby.
Malířské válečky jsou k dispozici v různých délkách. Obvykle se však používají délky od 11 cm do 27 cm.[zdroj?]
Většina rukojetí je navržena tak, aby je bylo možné snadno připevnit na teleskopickou tyč s nastavitelnou délkou. To umožňuje s válečkem malovat např. i vysoké stropy.
U běžných malířských válečků jsou vyměnitelné válečky připevněny k držáku a barva se na ně nanáší ponořením do kbelíku, nebo vaničky s barvou. Přebytečná barva se otírá o plastovou mřížku.